# Leopold Hauser

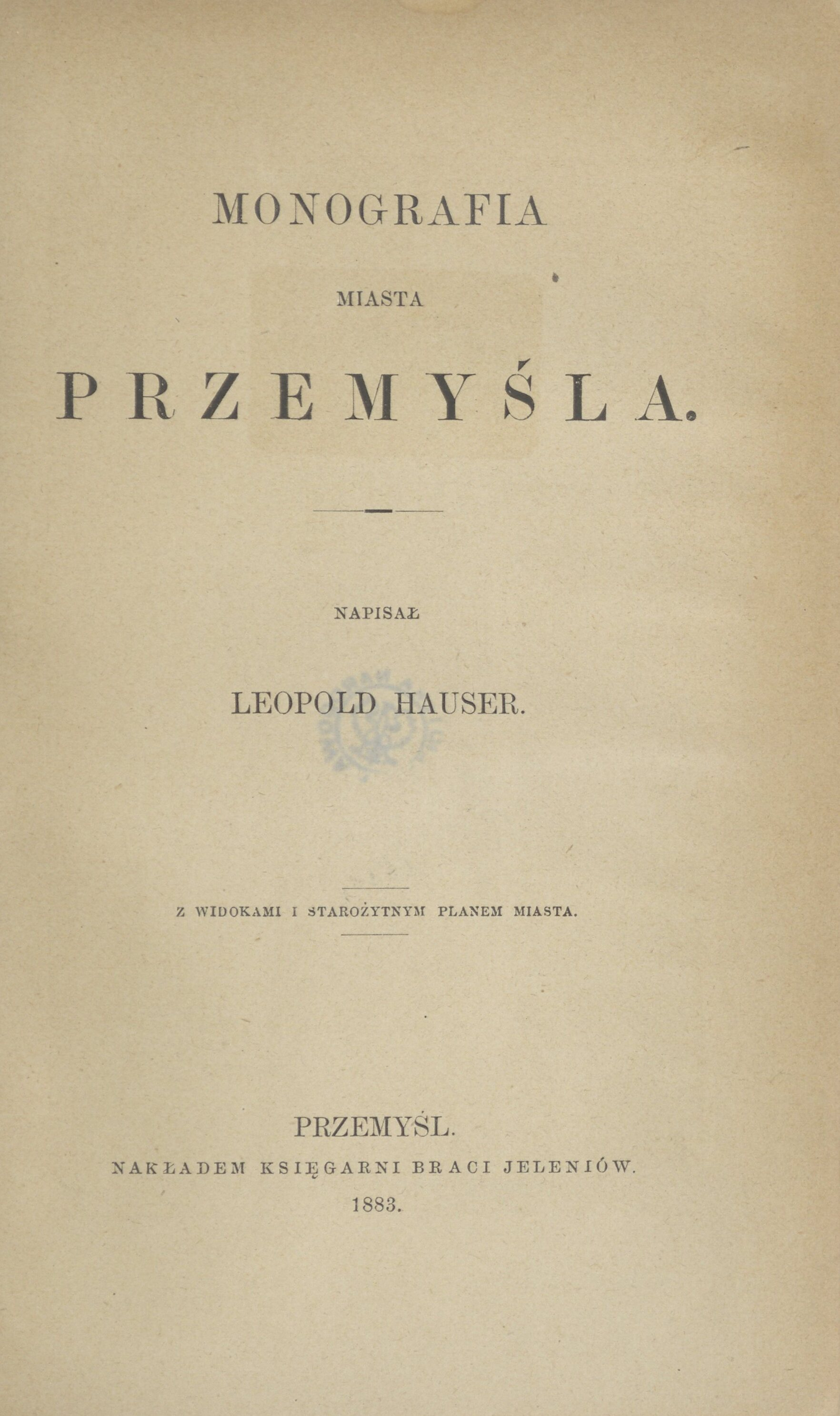
Monografia miasta Przemyśla, 1883 – strona tytułowa

Leopold Hauser (ur. 22 listopada 1844 w Kałuszu, zm. 9 maja 1908 we Lwowie) – prawnik, działacz społeczny, prezydent Krajowego Związku Sędziów we Lwowie.

## Życiorys
Był synem Rudolfa (urzędnik, zarządca dóbr kameralnych) i Emilii z domu Fruhwirth. W 1876 wstąpił w związek małżeński z Wandą Kamilą Daukszanką.
W 1863 ukończył Gimnazjum w Przemyślu. Po maturze w 1863 wstąpił na Wydział Filozoficzny Uniwersytetu Lwowskiego. W lutym i marcu 1864 więziony przez zaborcze władze austriackie we Lwowie, jako podejrzany o zdradę stanu. Po 7 miesiącach więzienia został zwolniony z uwagi na brak dowodów. W 1867 ukończył studia na Wydziale Prawa Uniwersytetu Lwowskiego. Pracę zawodową rozpoczął jako auskultant w sądzie obwodowym w Przemyślu, a następnie w Ustrzykach Dolnych. Do Przemyśla powrócił w 1874 na stanowisko adiunkta sądowego. Na skutek krytyki systemu sądowniczego na łamach lokalnej prasy, przesunięty do sądu obwodowego w Samborze (1882/1883). Od marca 1884 awansował na stanowisko sędziego w Monasterzyskach. W latach 1887–1893 pracował w sądzie w Żółkwi. Awansował na stanowisko radcy w Sądzie Krajowym we Lwowie (1893-96), a następnie w Wyższym Sądzie Krajowym, w którym pracował do śmierci.
W Przemyślu był organizatorem Towarzystwa Dramatycznego, tworząc statut dla tego stowarzyszenia. Był jednym z organizatorów Stowarzyszenia Rękodzielników „Gwiazda”. Przez dwie kadencje był radnym gminnym i powiatowym w Przemyślu. Przez pięć lat był dyrektorem starożytnego archiwum Przemyśla. W 1883 opracował pierwszą całościową Monografię Miasta Przemyśla. W 1875 wydawał czasopismo sędziowskie "Prawnik". Był założycielem tygodnika „San” (1878) i jednym ze współredaktorów pierwszego zawodowego dwutygodnika „Urzędnik” (1879). Publikował także na łamach prasy krakowskiej i lwowskiej. Był zaangażowany w działalność teatralną na deskach teatru amatorskiego Fredreum - jako aktor i autor sztuk. Towarzystwo dramatyczne zorganizował także w Samborze.
Wieloletni członek lwowskiego Towarzystwa Prawniczego. 10 listopada 1907 został pierwszym prezydentem Krajowego Związku Sędziów. Wyróżniony honorowym obywatelstwem Przemyśla (1882), Monasterzysk i Żółkwi.
Pochowany na Cmentarzu Łyczakowskim we Lwowie.